# Sverker Johansson (fysiker)
Lars Sverker Johansson, född 26 maj 1961 i Lund, är en svensk fysiker och lingvist. Han har åstadkommit flera miljoner automatskapade artiklar på Wikipedia och författat en handfull böcker, i första hand om språk. 

## Biografi
Sverker Johansson är filosofie doktor i fysik och filosofie magister i lingvistik. Han disputerade 1990 vid Lunds universitet i fysik på en avhandling i partikelfysik om μμ- och eμ-parproduktion vid experimentet HELIOS vid kollideraren SPS samt mjukvaruutveckling för experimentet DELPHI vid kollideraren LEP, båda experimenten på CERN. Han har därefter varit verksam som forskare inom flera fält, främst neutrinorelaterad partikelfysik med AMANDA-experimentet men även inom språkets ursprung.
Under karriären har han främst verkat vid Högskolan i Jönköping, där han var universitetslektor i fysik knutet till lärarutbildningen. Åren 2003–2014 var han vice VD för Högskolan för Lärande och Kommunikation. Johansson har även publicerat artiklar som granskar kreationism och intelligent design utifrån en naturvetenskaplig ståndpunkt.
Han var åren 2014–2016 chef för utbildnings- och forskningskansliet på Högskolan Dalarna, där han även ingått i skolans ledningsgrupp. Sedan 2016 är han del av skolans rektorsråd.
Johansson har författat ett antal böcker, både inom fysik och som språkvetare. 2019 och 2022 gav han på Natur & Kultur ut två böcker med utgångspunkt i språkens ursprung och utveckling. 2023 gav Johansson på samma förlag ut en bok om namnskick i olika länder.

### Wikipedia-engagemang
Johansson hade varit aktiv på Wikipedia i flera år, då han 2012 började massproducera artiklar med hjälp av programvara han skrivit, en så kallad bot. Han har med sin bot Lsjbot skapat över en miljon artiklar om växt- och djurarter som dessutom lagts upp på flera olika språkversioner. Totalt sett skapade boten och Johansson tillsammans under aktiva perioder ungefär 10 000 artiklar om dagen. De botskapade artiklarna har i första hand producerats för svenskspråkiga och cebuanospråkiga Wikipedia.
2014 inleddes ett nytt artikelskaparprojekt med bot, där målet var att producera basartiklar om all världens orter och geografiska platser. Därigenom har (fram till 2017) ytterligare bortemot två miljoner artiklar skapats för Wikipedia-versionen på svenska och än fler på versionen på cebuano.